# Jeff Sessions
Jefferson Beauregard Sessions III, detto Jeff (Selma, 24 dicembre 1946), è un politico e avvocato statunitense, già Procuratore generale degli Stati Uniti d'America dal 2017 al 2018 e in precedenza senatore per lo stato dell'Alabama dal 1997 al 2017. Prima di diventare senatore, Sessions è stato Procuratore generale dell'Alabama dal 1995 al 1997.

## Biografia
Membro del Partito Repubblicano, dal 1997 al 2017 è stato il senatore junior dell'Alabama. Nel 2007, il National Journal lo ha valutato come il quinto senatore più conservatore. 

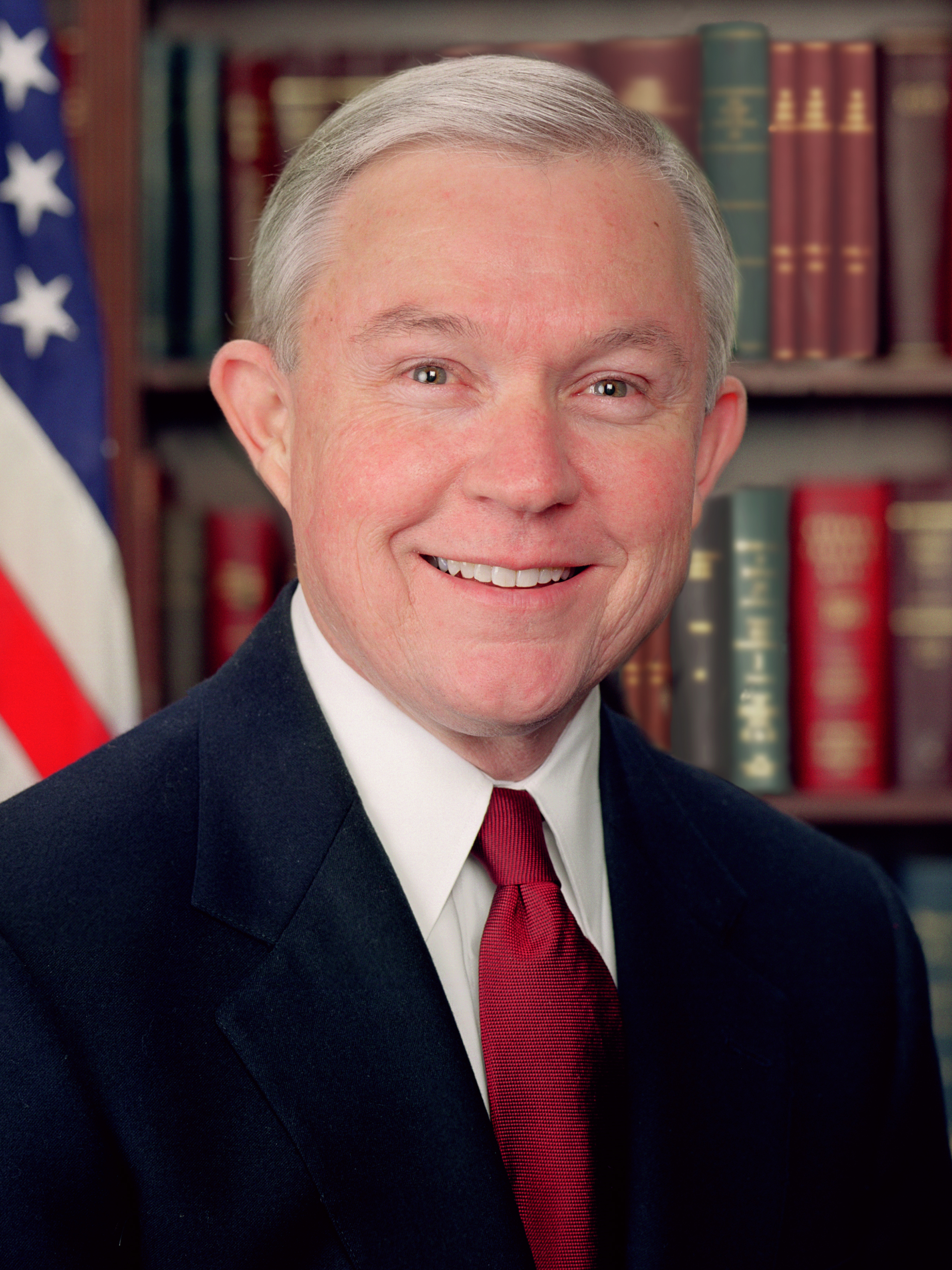
Ritratto ufficiale del senatore Jeff Sessions nel 2004, durante il 108º Congresso.

Il 28 febbraio 2016, Sessions è stato il primo senatore a esprimere sostegno alla candidatura presidenziale di Donald Trump, ed è stato tra i consiglieri politici della sua campagna elettorale, soprattutto sui temi dell'immigrazione e della sicurezza nazionale.
Il 18 novembre 2016 lo staff per la transizione ha reso nota la nomina di Sessions ad Attorney general (il ministro della giustizia statunitense) nel gabinetto di Donald Trump, nomina approvata dal Senato americano il 9 febbraio 2017 con 52 voti favorevoli e 47 contrari. Durante l'audizione che precedette il voto di approvazione, Sessions negò dinanzi alla Commissione del Senato di aver avuto contatti con i russi durante la campagna elettorale del 2016.
Benché fosse in suo potere la nomina di un procuratore speciale che indagasse sul cosiddetto Russiagate (in una situazione di potenziale conflitto di interesse dell'Amministrazione, spetta al Dipartimento della Giustizia indicare lo special counsel che condurrà l'inchiesta), il 2 marzo 2017 Sessions annunciò di astenersi dall'esercizio di questo potere proprio in ragione della scoperta dei contatti, da lui stesso intrattenuti con cittadini russi nel periodo del 2016 oggetto di indagine. L'Assistant Attorney General Rod Rosenstein nominò, di conseguenza, Robert Mueller nel ruolo di procuratore speciale: la scelta fu oggetto delle critiche del Presidente, il quale però rifiutò le dimissioni di Sessions. Riproposte, le dimissioni sono state accolte il 7 novembre 2018.
Nel 2020 si ricandida per il Senato. Perde il ballottaggio delle primarie repubblicane, vinte dall'ex allenatore di football Tuberville (fortemente sostenuto da Trump) con un margine di oltre venti punti su Sessions.